# 杉岡洋一
杉岡 洋一（すぎおか よういち、1932年11月6日 - 2009年11月27日）は、日本の医学者。整形外科医。第20代九州大学総長。広島県生まれ。

## 略歴
福岡県立東筑高等学校を経て、1958年九州大学医学部卒業。1970年、米ペンシルヴェニア大学に留学。1972年、大腿骨頭壊死症の新しい手術法を考案。九州大学医学部助教授を経て、1983年同教授に就任。1995年から2001年まで同学長を務める。この間東北大学などとともに、国立大学初の人物重視を掲げたアドミッションオフィス入試（AO入試）を導入。
学長退任後の2002年3月、韓国国民勲章無窮花章を受章。2008年秋の叙勲で瑞宝大綬章を受章。
2009年11月27日、十二指腸癌のため死去。